# فرودگاه لیژ/سی‌ان‌آرال
فرودگاه لیژ/سی‌ان‌آرال (به انگلیسی: Liege/CNRL Aerodrome) یک فرودگاه خصوصی است که یک باند فرود شن دارد و طول باند آن ۹۷۸ متر است. این فرودگاه در کشور کانادا قرار دارد و در ارتفاع ۵۲۷ متری از سطح دریا واقع شده است.